# Eulibitia maculata
Eulibitia maculata is een hooiwagen uit de familie Cosmetidae.